# Benedict Dzelépov
Benedict Petrovich Dzelépov (en ruso: Венедикт Петрович Джелепов, 12 de abril de 1913, Moscú, 12 de marzo de 1999) fue un matemático y físico soviético.
Por sus contribuciones a las ciencias, fue honorado con la Medalla de Kurchatov.
Fue también Miembro Correspondiente de la Academia Rusa de Ciencias (1966 a 1991). Dos veces ganador del Premio Stalin (1951 y 1953), entre otras tantas distinciones.

## Biografía
En sus primeros años trabajó como electricista en Leningrado (1930-1932). Tras lograr su título trabajó como investigador en la Academia Rusa de Ciencias, donde trabajó bajo la dirección de Kurchatov. En 1937-1941 sirvió en el Ejército Rojo, y en la guerra soviético-finlandesa.
En los años 1941-1943 fue investigador del Instituto Físico-Técnico de Leningrado. En los siguientes cinco años (de 1943 a 1948) fue director adjunto de laboratorio del "Sector Número 2" de la URSS, del Instituto Kurchatov. En 1947 defendió su tesis para la graduación de física y matemática.
En los años siguientes, desde 1948 a 1954 fue director Adjunto del "Laboratorio de Hidráulica" (GTL), en la URSS (Dubna), que pasó a llamarse en 1954 "Instituto de Problemas Nucleares de la URSS". Entre 1954-1956 fue también Director Adjunto del Instituto de la Academia de Ciencias de la URSS Problemas Nucleares.
De 1956 a 1989 presidió como director del Laboratorio de Problemas Nucleares del Instituto de Investigaciones Nucleares (Dubna). A su vez, entre 1957 y 1975 fue miembro del Consejo Académico del Instituto Conjunto de Investigación Nuclear. Dzelepov mejoró un procedimiento de fusión fría mediado por muones, ideado por Andréi Sajarov, pero mejorado usando una mezcla de deuterio y tritio.
En 1962 y hasta 1970 ejerció como presidente del Comité de Expertos en Física y Astronomía de la Comisión Superior de Certificación. En 1966 fue elegido miembro correspondiente de la Academia de Ciencias de la URSS. De 1977 a 1982 fue miembro del Comité Internacional para Futuros Aceleradores (IKFA). En el año 1989 fue director Honorario del Laboratorio de Problemas Nucleares del Instituto Conjunto de Investigación Nuclear.
Además, colaboró como miembro de publicaciones científicas, como Journal of Experimental y Física Teórica (revista editada por más de 25 años, de 1961 a 1988). Murió el 12 de marzo de 1999.

## Investigación
Sus principales aportes son los referidos a la investigación de la física nuclear, física de partículas elementales, y la física en ingeniería de aceleración.
Participó en la construcción del primer sincrotrón soviético, el primer acelerador con variación en espiral del campo magnético en el mundo.
También ha trabajado en la aplicación de la física nuclear en la medicina para el tratamiento de las enfermedades oncológicas.

## Honores y premios
- Orden de Lenin (1951)
- Orden de la Revolución de Octubre (1983)
- Orden de la Bandera Roja del Trabajo (1962 y 1974)
- Orden de la Amistad (1996)
- Premio Stalin (1951, 1953)
- Medalla de oro Kurchatov (1986)
- Ciudadano Honorario de la ciudad de Dubna